# Anolis dominicensis
Anolis dominicensis is een hagedis uit de familie anolissen (Dactyloidae). 

## Naam en indeling
De wetenschappelijke naam van de soort werd in 1862 gepubliceerd door Johannes Theodor Reinhardt & Christian Frederik Lütken. Dit taxon werd door diverse auteurs als een ondersoort van Anolis distichus beschouwd. 

### Synoniemen
- Anolis biauritus Meerwarth, 1901
- Anolis distichus albogularis Mertens, 1939

## Verspreiding en habitat
De typelocatie werd door Reinhardt en Lütken opgegeven als Haïti; Albert Schwartz beperkte die in 1968 tot de omgeving van Port-au-Prince.
Anolis dominicensis komt voor in de Caraïben en leeft oorspronkelijk endemisch op een groot deel van het eiland Hispaniola. De anolis is geïntroduceerd in de Verenigde Staten in het zuidoosten van de staat Florida.